# 長堀バス駐車場

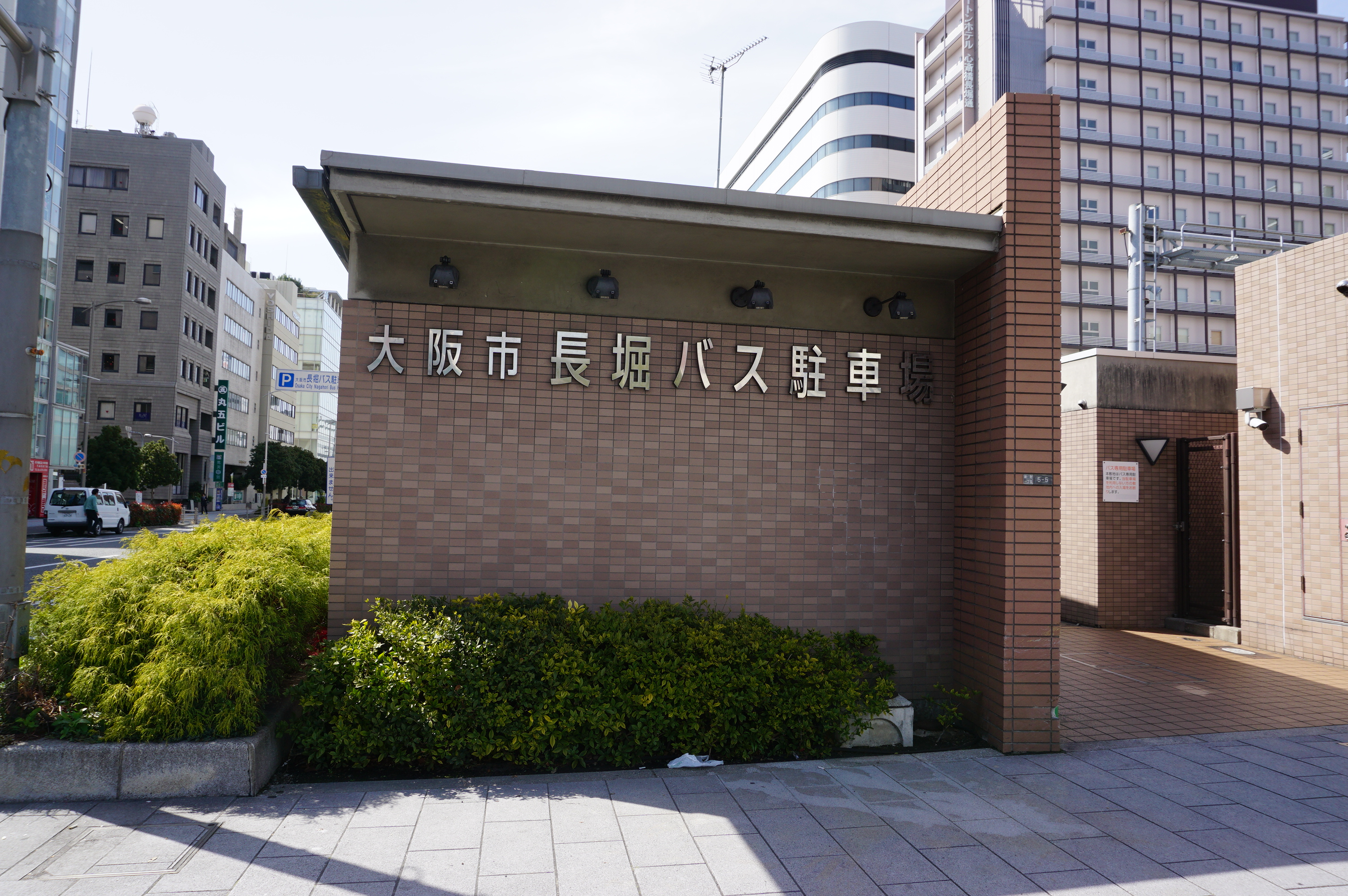
長堀バス駐車場
（東端にある乗務員休憩所）

長堀バス駐車場（ながほりバスちゅうしゃじょう）は、大阪府大阪市西区新町1丁目5番5号、長堀通の中央分離帯にある観光バス専用の駐車場。長堀通の中央分離帯のうち四つ橋筋 - なにわ筋間に位置し、入口・出口とも長堀通西行き側に設けられている。収容台数22台、24時間営業、年中無休。
貸切観光バスやバスツアーの集合場所として使用されているほか、2013年7月31日からはツアーバスから移行した高速乗合バスの停留所としても使用されている。

## 歴史
この駐車場が位置する長堀通は昭和30年代に長堀川を埋め立てて作られた道路である。道路の中央帯部分には日本道路公団が地上と地下に駐車場を建設し、1963年7月と1964年12月に段階的に供用を開始した。この駐車場には大型車も約40台が駐車可能となっていた。しかし公団の駐車場は構造上の問題から渋滞の原因となっていたうえに老朽化も進み、駐車場の再整備と周辺整備を合わせて行う「長堀通改造計画」が立案され、1992年から4年半を費やして工事が行われた。工事中も仮設の形で22台分の大型車駐車場が確保されていたが、改造工事終了後は閉鎖される予定であった。しかし利用者からは存続を求める声が強かった。また工事中の1995年には大阪市長に「国際集客都市」の実現による活性化を公約した磯村隆文が当選し、観光客の誘致と受け入れのためのバス駐車場の整備が課題となっていた。のちに改訂された「大阪市駐車基本計画」（1999年3月）でも、観光バスの駐車場を公的駐車場として整備する必要性があると指摘されている。
これと前後して建設が進められたのが長堀バス駐車場で、1999年12月から使用が開始された。最初の利用者は香港からの観光客を乗せたバスを運転する女性運転手であった。当時大阪環状線内で観光バスの駐車が可能な駐車場は少なく、2001年にユニバーサル・スタジオ・ジャパンが開園すると、他の大阪市道路公社管理下の駐車場は利用が低迷する中、長堀バス駐車場は前年比3割増の利用率を記録した。2002年4月には第二期整備分の使用が開始され、駐車台数が20台から32台に増加した。
しかし、大阪市の財政問題により、駐車場の管理運営を行う大阪市道路公社も経営改善を迫られ、管理下の駐車場は民間事業者に委託管理されることになった。長堀バス駐車場は、2007年4月からハウスビルシステムが施設管理者となった。ハウスビルシステムは駐車場を利用するツアー客200人に自費で大阪名物詰め合わせを配るなど、独自の施策を行ったが、利用実績がふるわず2010年の更新時に別の業者に交代した。
2013年8月には規制が強化された高速ツアーバスを受け入れるようになり、それまで南海難波駅附近を乗降場所としていたバスが多数、長堀バス駐車場に移ってきた。しかし元の乗降場所から1km以上も離れているうえ、施設の制約から同時に扱える台数も限られ、利用者の評価は高くなかった。設置時の管理運営者であった大阪市道路公社は2014年3月末に解散し、その後は市立駐車場を指定管理者が管理する形態となっている。

## 発着バス路線
上記のように主にツアーバスから移行した高速バスの発着地として用いられている。
移行当初は「VIPライナー」（平成エンタープライズ）、「アミー号」（山一サービス）、さくら高速バス（桜交通・インフォマティック）などの関東方面への路線や、九州方面への「ユタカライナー」（ユタカ交通）など、多数の路線が発着していたが、現在では以下の路線のみが発着する。
- JAMJAMライナー（ジャムジャムエクスプレス） 横浜（桜木町）・東京（新宿）・TDL
- ウェルカムライナー（中央交通バス） 東京（新宿・東京駅）・TDL

## 最寄り駅
- Osaka Metro四つ橋線四ツ橋駅、もしくは同御堂筋線・長堀鶴見緑地線心斎橋駅。